# Nathan Goff

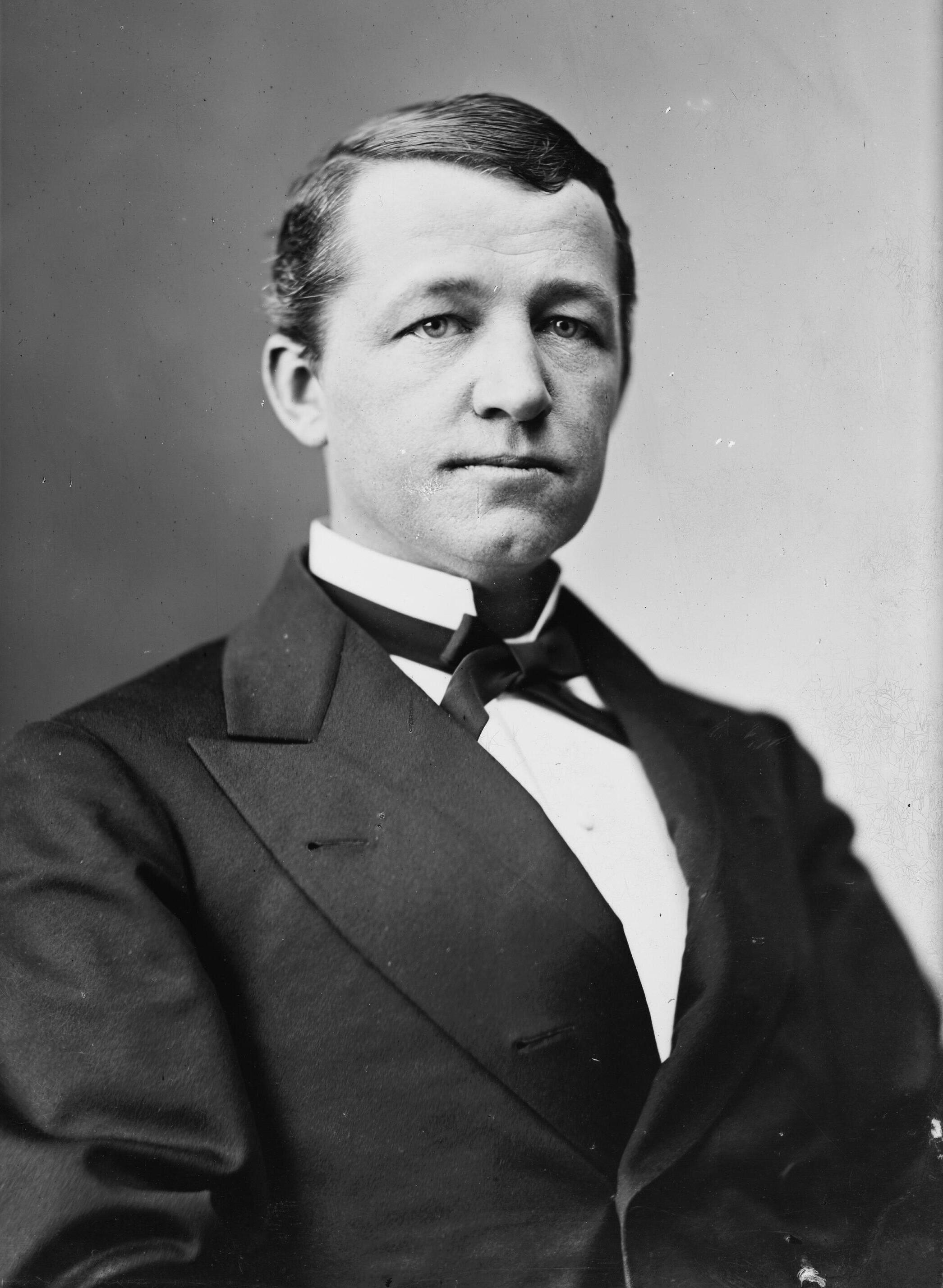
Nathan Goff

Nathan Goff, Jr., född 9 februari 1843 i Clarksburg, Virginia (nuvarande West Virginia), död 24 april 1920 i Clarksburg, West Virginia, var en amerikansk republikansk politiker och jurist. Han tjänstgjorde som marinminister under USA:s president Rutherford B. Hayes från 7 januari till 4 mars 1881. Han representerade delstaten West Virginia i båda kamrarna av USA:s kongress, först i representanthuset 1883-1889 och sedan i senaten 1913-1919.
Goff studerade vid Northwestern Academy, Georgetown University och City College of New York (nuvarande City University of New York). Han deltog i amerikanska inbördeskriget och avandecerade till major i kavalleriet. Han inledde 1865 sin karriär som advokat i West Virginia. Han var ledamot av West Virginia House of Delegates, underhuset i delstatens lagstiftande församling, 1867-1868 och blev därefter utnämnd till åklagare. Han kandiderade 1876 till guvernör utan framgång.
USA:s marinminister Richard W. Thompson avgick 20 december 1880 och Goff tillträdde i januari 1881 som ny marinminister. Han innehade ämbetet fram till slutet av Hayes mandatperiod som president mindre än två månader senare. Goff efterträddes som marinminister av William H. Hunt.
Goff blev invald i representanthuset i kongressvalet 1882. Han omvaldes 1884 och 1886. Han bestämde sig för att kandidera på nytt till guvernör 1888 men han förlorade det valet.
Goff blev 1893 federal domare. Han efterträdde 1913 Clarence W. Watson som senator. Han tillträdde först 1 april som ny senator i stället för 4 mars som brukligt var på den tiden, eftersom han föredrog att arbeta ytterligare några veckor som domare. Goff bestämde sig för att inte kandidera till omval i senatsvalet 1918. Han efterträddes som senator 4 mars 1919 av Davis Elkins.
Goff var episkopalian. Hans grav finns på Odd Fellows Cemetery i Clarksburg. Goffs son Guy D. Goff var senator för West Virginia 1925-1931. Sondottern Louise Goff Reece representerade Tennessees 1:a distrikt i representanthuset 1961-1963.